# Ashnikko

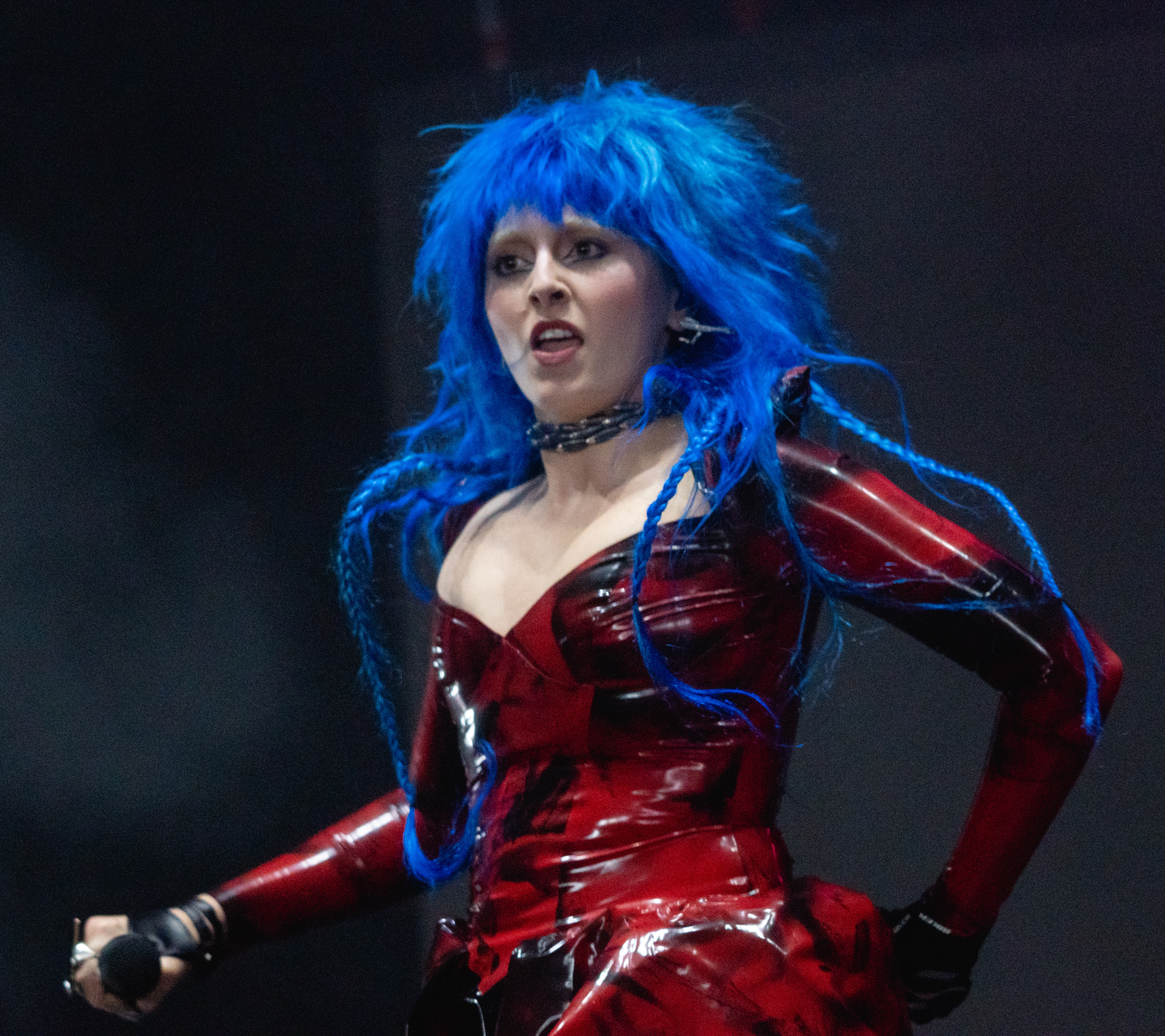
Ashnikko, 2021

Ashton Nicole Casey (* 19. Februar 1996 in Oak Ridge, North Carolina), bekannt als Ashnikko, ist eine US-amerikanische Rapperin und Sängerin, die in London lebt.

## Biografie
Ashton Nicole Casey verbrachte die Kindheit in Greensboro, lebte aber im Teenageralter wegen der Arbeit des Vaters auch einige Zeit in Estland und Lettland, bevor schließlich ein Umzug nach England erfolgte. Casey begann unter dem Namen Ashnikko Musik zu machen und online zu stellen. Caseys erste professionelle Veröffentlichung war 2017 die EP Sass Pancakes mit dem Londoner Produzenten Raf Riley. Eine zweite EP mit dem Titel Unlikeable folgte eineinhalb Jahre später.
Der Durchbruch kam 2019 mit der dritten EP Hi, It’s Me. Der Song Stupid mit Yung Baby Tate wurde im Internet ein Hit und verpasste als Nummer 1 der Bubbling-Under-Charts nur knapp den Einstieg in die offiziellen US-Singlecharts. Er erreichte Platinstatus. Für das Video zum Titelsong gewann Ashnikko einen Newcomerpreis bei den UK Music Video Awards. Bei ihrem Auftreten spielt Ashnikko mit der japanischen Anime- und der Videospielkultur.
Ashnikkos erster richtiger Charthit war ein Jahr später die Single Daisy, die Platz 24 in Ashnikkos Wahlheimat England erreichte und in weiteren englischsprachigen Ländern ein Hit wurde, auch wenn sie wieder knapp die US-Hot-100 verpasste. Am Ende des Jahres wurde Ashnikko bei den MTV Europe Music Awards in der Kategorie Best Push Act für eine Newcomer-Auszeichnung nominiert. Im Januar 2021 legte Ashnikko ihr Debütalbum Demidevil vor, das in Großbritannien in die Top 20 einstieg und Platz 107 in den US-Albumcharts erreichte.
Im Mai 2021 outete Ashnikko sich auf Twitter als genderfluid, im Englischen verwendet Ashnikko die im Deutschen nicht vorhandenen Pronomen they/them.

## Diskografie
Alben
- 2021: Demidevil
- 2023: Weedkiller

EPs
- 2017: Sass Pancakes (mit Raf Riley)
- 2018: Unlikeable
- 2019: Hi, It’s Me

Lieder
- 2018: Blow
- 2018: Nice Girl
- 2018: Halloweenie
- 2018: Invitation (feat. Kodie Shane)
- 2018: No Brainer
- 2019: Hi, It’s Me
- 2019: Halloweenie II: Pumpkin Spice
- 2019: Stupid (mit Yung Baby Tate, UK: Silber, US: Platin)
- 2019: Working Bitch
- 2020: Tantrum
- 2020: Cry (feat. Grimes)
- 2020: Daisy (AT: Gold, US: Platin)
- 2020: Halloweenie III: Seven Days
- 2021: Deal with It (feat. Kelis)
- 2021: Drunk with My Friends
- 2021: Slumber Party (feat. Princess Nokia, US: Gold, #15 der deutschen Single-Trend-Charts am 23. April 2021[4])
- 2021: Toxic
- 2021: Little Boy
- 2021: L8r Boi
- 2021: Good While It Lasted
- 2021: Clitoris! The Musical
- 2021: Panic Attacks in Paradise
- 2021: Maggots
- 2023: You Make Me Sick!
- 2023: Worms
- 2023: Weedkiller
- 2023: Possession of a weapon
- 2023: Cheerleader

## Auszeichnungen für Musikverkäufe
| Goldene Schallplatte - Brasilien - 2022: für das Album Demidevil - Neuseeland - 2025: für das Album Demidevil - Polen - 2021: für die Single Stupid - 2022: für die Single Slumber Party Platin-Schallplatte - Brasilien - 2022: für die Single Slumber Party - 2022: für die Single Stupid - Kanada - 2022: für die Single Stupid - 2022: für die Single Slumber Party - Polen - 2021: für die Single Daisy | 2× Platin-Schallplatte - Kanada - 2022: für die Single Daisy 3× Platin-Schallplatte - Brasilien - 2022: für die Single Daisy |

Anmerkung: Auszeichnungen in Ländern aus den Charttabellen bzw. Chartboxen sind in ebendiesen zu finden.
| Land/RegionAuszeichnungen für Musikverkäufe (Land/Region, Auszeichnungen, Verkäufe, Quellen) | Silber     | Gold     | Platin       | Verkäufe  | Quellen             |
| -------------------------------------------------------------------------------------------- | ---------- | -------- | ------------ | --------- | ------------------- |
| Brasilien (PMB)                                                                              | —          | Gold1    | 5× Platin5   | 220.000   | pro-musicabr.org.br |
| Kanada (MC)                                                                                  | —          | —        | 4× Platin4   | 320.000   | musiccanada.com     |
| Neuseeland (RMNZ)                                                                            | —          | Gold1    | —            | 7.500     | radioscope.co.nz    |
| Österreich (IFPI)                                                                            | —          | Gold1    | —            | 15.000    | ifpi.at             |
| Polen (ZPAV)                                                                                 | —          | 2× Gold2 | Platin1      | 70.000    | olis.pl             |
| Vereinigte Staaten (RIAA)                                                                    | —          | Gold1    | 2× Platin2   | 2.500.000 | riaa.com            |
| Vereinigtes Königreich (BPI)                                                                 | 3× Silber3 | Gold1    | —            | 860.000   | bpi.co.uk           |
| Insgesamt                                                                                    | 3× Silber3 | 7× Gold7 | 12× Platin12 |           |                     |